# Історія Норвегії
Історія Норвегії — однієї з чотирьох нордичних держав налічує щонайменше 10 тис. років.
Найдавнішою знахідкою сьогодні вважається поселення в Паулері в Брюнланес, Вестфолл. Постійніші та стійкіші фермерські поселення виникли в бронзову добу (1700 р. до н.е. – 500 р. до н.е.) і в залізну добу. Найдавніші руни були знайдені на наконечнику стріли, датованого бл. 200 роком до нашої ери. Багато інших написів датовано бл. 800 роком, і протягом цих століть виникла низка дрібних королівств.
Події цього періоду часу, за століття до 1000 р., можна побачити в письмових джерелах. Хоча саги були записані здебільшого в XII-XIII ст., багато сотень років потому, вони дають змогу зазирнути в те, що вже тоді було далеким минулим.
У період між 800 і 1066 роками відбулося значне розширення, і його називають епохою вікінгів. У цей період норвежці, а також шведи та данці подорожували за кордон на знаменитих довгих кораблях з вітрилами як дослідники, торговці, поселенці та як вікінги (рейдери та пірати). До середини XI ст. норвезьке королівство було міцно встановлено, будуючи свої права як нащадки Гаральда Прекрасноволосого, а потім як спадкоємці Олава Святого. Норвезькі королі та їхні піддані тепер сповідували християнство.
Чума прийшла в Норвегію в 1349-1350 рр., і вбила близько половини населення. Весь державний апарат і країна тоді вступили в період занепаду.
У 1396-1536 рр. Норвегія була частиною Кальмарської унії, а протягом 1536-1814 рр. була зведена до фактично провінції Данії, що стало називатися особистою унією Данія-Норвегія. Ця унія вступила в союз із Наполеоном Бонапартом, а його війни принесли погані часи та голод у 1812 р. У 1814 р. данський король був змушений віддати Норвегію Швеції в Кільському мирі 14 січня того ж року через поразки. Після спроби норвежців здобути незалежність одразу  по тому, вона була змушена укласти союз зі Швецією, знаний як шведсько-норвезька унія. Але там Норвегії дозволили створити власну конституцію, яка стала знана як Конституція 1814 року. У цей період почалося оформлення норвезької національної самосвідомості.
Унія зі Швецією була розірвана в 1905 р. Карлстадськими угодами, і Норвегія стала незалежним королівством зі своїм монархом Гоконом VII.
Держава успішно зберігала нейтралітет під час Першої світової війни, а з початком Другої Норвегія знову оголосила себе нейтралітетом, але 9 квітня 1940 р. зазнала вторгнення Третього Райху.
Після визволення Норвегія стала членом НАТО в 1949 р. Дві спроби стати членом ЄС були відхилені на референдумах з невеликою перевагою в 1972-1994 рр. Норвегія була близьким союзником США в післявоєнний період. Великі відкриття нафти та природного газу в Північному морі наприкінці 1960-х рр. призвели до величезного економічного зростання в країні, яке триває досі. Традиційні галузі, такі як рибальство, також є частиною економіки Норвегії.

## Доісторичний період

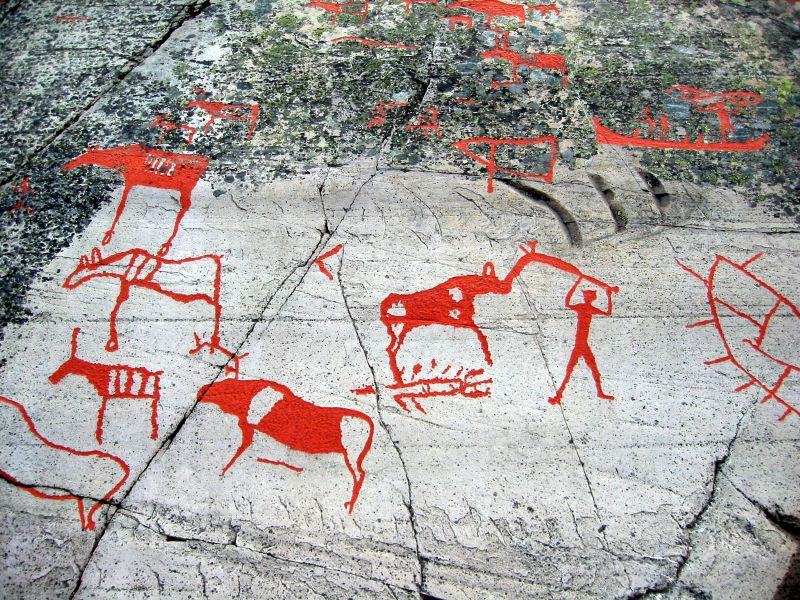
Наскельні малюнки в Альті

В епоху раннього мезоліту, в кінці Вюрмського зледеніння на територію Норвегії слідом за відступаючим на північ льодовиком проникли дві споріднені культури мисливців і збирачів, названі за основними пам'ятниками культури Фосна—Генсбака і культура Комса. Клімат в Норвегії після закінчення льодовикового періоду був винятково сприятливим, і Норвегія була однією з найбільш густонаселених територій в той період історії Землі. Осілість починається близько 4000 р. до н.е., але це стосується лише певних груп, зокрема тих, які можуть оселитися у фйордах.
Наступними прибули індоєвропейці, точніше германці, які принесли землеробство та конярство.
У період неоліту на півдні Норвегії існувала мегалітична, ймовірно доіндоєвропейська культура лійчастого посуду, а на сході — культура ямково-гребінцевої кераміки (остання була ймовірно фіно-угорською).

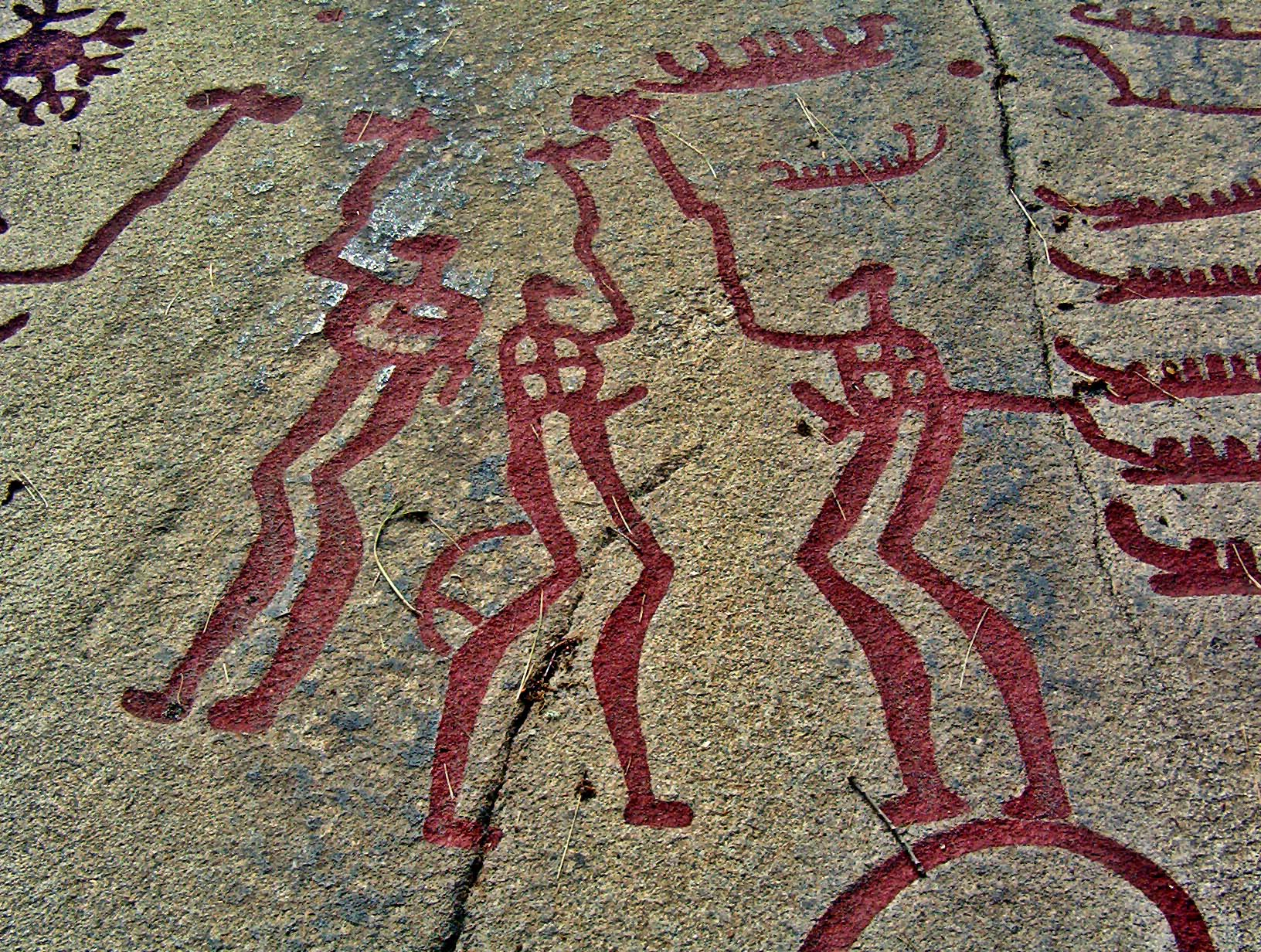
Боги-близнюки б'ються на бойових сокирах. Один із петрогліфів, знайдених в Танумсгеде, західна Швеція (малюнки пофарбовані у червоний колір вже в сучасний період)

Бронзова доба, з 1800 по 450 рік до н.е. близько н.е., залишила по собі статуетки та шоломи, але відоміша численними петрогліфами, особливо в Богуслені, регіоні Швеції на норвезькому кордоні. Цей період, знаний як данська бронзова доба, ознаменувався розвитком торгівлі з Південною Європою завдяки бурштиновому шляху: перші металеві предмети були імпортовані до Скандинавії в обмін на бурштин. У цей період, особливо на південь від Тронгейма, поселення залишили прикрашені прикраси та зброю, а також, у могилах, одяг та печатки.
Залізна доба починається з 400 р. до н.е. до приблизно до 800 року н.е., з розвитком високотемпературних кузень для виробництва заліза. Наприкінці бронзової доби клімат похолодав, що призвело до дефіциту земель для сільського господарства та худоби, особливо на півночі. Однак узбережжя Норвегії постраждало менш серйозно, оскільки зміни не зачіпили рибальство. Перша фаза, яка називається «кельтською», тривала до I ст. н.е. Це відзначено присутністю кельтів у Центральній Європі, що порушує торгові шляхи та майже перекриває бурштиновий шлях. Подвійний тиск похолодання та відсутність торгівлі штовхає саамів мігрувати на південь, що призвело до конфліктів з фінами і скандинавами.
Тоді південна Норвегія є одним із місць, де імовірно проживали бургунди і лангобарди.
«Римська» фаза, що починається приблизно в I ст. н.е., триває приблизно до 400 р. Відзначено опосередкованим впливом Риму, продукція якого проникла в Скандинавію. Регіон навколо Осло тоді був заселений майбутніми готами. Скандинави продавали римлянам та іншим південним народам бурштин, хутра та шкіру, купуючи металеві та скляні предмети, а також рабів. Починаючи з III ст., географічний розподіл населення став чіткішим, і саме в цей час можна почати говорити про «норвежців» для позначення готів, які жили на заході. Готи також залишили сліди в топоніміці. Про скандинавське плем'я гаутів (Geatas) і героя Беовульфа розповідає давньоанглійська поема «Беовульф» (VIII ст.).
Хоча Скандинавія опосередковано контактувала з Римом, античності в повному сенсі слова в історії півострова немає. В цій концепції, яка відрізняється від звичайної західноєвропейської хронології, залізна доба триває до кінця VIII ст. нашої ери, а відразу за нею йде епоха вікінгів, яка позначає початок середньовіччя.
Так звана «давньогерманська» фаза триває приблизно з 400 по 600 рік. Цей період відомий через джерела, часто усного походження, згодом записані, зокрема в таких сагах, як Сага про Інглінгів та «Беовульф». За цими історіями важко розшифрувати справжню історію, але цей період відзначений численними конфліктами між невеликими групами населення, особливо в південній Скандинавії.
Нарешті, у так званий «недавній германський» період (600-800 рр.) або «меровінгський» період ситуація дещо стабілізується з припиненням великого переселення народів, але внутрішня ситуація попереднього періоду зберігається. Норвегія залишалася дуже роздробленою, попри те, що вона інтенсивно вела зовнішню торгівлю. Так з’являються мечі франкського походження.

## Раннє Середньовіччя

### Формування Норвегії
Про ранню історію Норвегії ми маємо лише найпохмуріші відомості. Достовірно відомо, що перші поселенці, котрі відтіснили кочові фінські племена на північ, далеко за межі їхнього колишнього поширення, були предками теперішніх мешканців Норвегії і належали до окремого скандинавського племені, спорідненого з данцями і англами. Щодо того, як відбулося це заселення, думки розходяться. Деякі вчені стверджують, що Норвегія почала заселятися з півночі, а потім поселенці влаштувалися на західному березі і в центральній частині. Пізніші історики, навпаки, припускають, що заселення відбувалося з півдня на північ — думка, що підтверджується археологічними розкопками. З давніх саг можна зробити висновок, що у віддалені часи норвежці займали область від південної частини затоки Віке до Тронгейма, колишнього Нідарос, але, подібно до своїх сусідів — готів і шведів — не утворювали згуртованого політичного цілого. Населення розпалося на 20-30 окремих груп, званих  fylke  (від давньонорвезької  fylki  — народ).
У кожного фюлка був свій конунг або ярл, за винятком тих випадків, коли кілька фюлків не з'єднувалися під владою одного конунга. У народі, проте, рано проявилося усвідомлення необхідності виробити єдине право, яке регулювало б взаємні відносини фюлків і перешкоджало б постійним чварам між ними. Для цієї мети кілька фюлків з'єднувалися в одне загальне зібрання — Тінґ (ting).
Тінґ скликався в певному місці в хороший час року. На ньому були присутні всі вільні члени суспільства, але справи вирішувалися особливими уповноваженими, котрі призначались кожним конунгом окремо і складали верховні збори або верховний суд; до їх лав не допускалися особи, що перебували в залежності від конунга. У пізніші часи країна була розділена на чотири великих округи, кожен зі своїм окремим тінґом, зі своїми законами і звичаями; а саме:  Frostating , який створили фюлки, розташовані на північ від Согнефіорду;  Gulating , який обіймав південно-західні фюлки, тінґи регіонів Оппланну (Упланну) і Віке, що включали всю країну на південь і схід від Центрального гірського ланцюга і збиралися спочатку разом в  Eidsivating, але згодом округ Віке відокремився і утворив окремий тінґ.
Давньонорвезьке суспільство складалося з двох станів: князів і вільних селян. У суворій підвладності їм знаходилися невільні люди, або раби (трелли), з якими вони не поводилися суворо. Це були, здебільшого, бранці. У земному житті вони залежали від сваволі своїх панів, а по смерті не допускалися в Валґаллу, куди приймалися тільки вільні люди, померлі в бою. Два вільних стани не утворювали відокремлених один від одного каст. Звання селянина вважалося почесним.
Надходження на службу до конунга вважалося ганебним для селян і накладалося в деяких випадках у вигляді покарання. Конунг був найбільшим землевласником і своїми землями керував за допомогою осіб, що називалися armadr . При дворі конунга жив загін воїнів; це були відбірні, найвідважніші солдати, звані домашніми людьми. Вони залежали від конунга, тому їх не зараховували до вільних людей, хоча вони користувалися повною особистою свободою.

## Епоха вікінгів (793—1066 рр.)

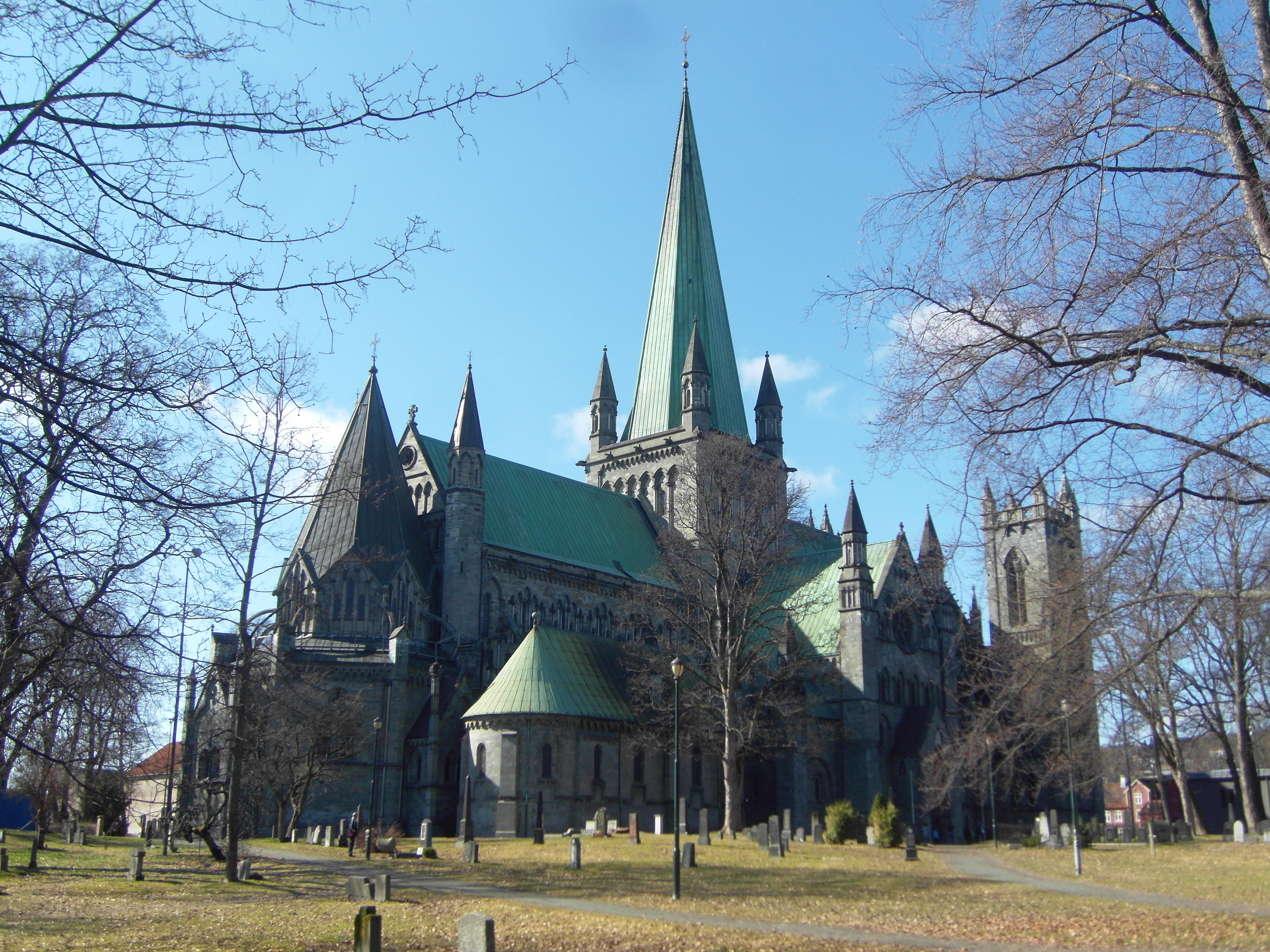
Нідароський собор у Тронгеймі, побудований в 1070-1300 роках.

### Карти Норвегії, різні дати

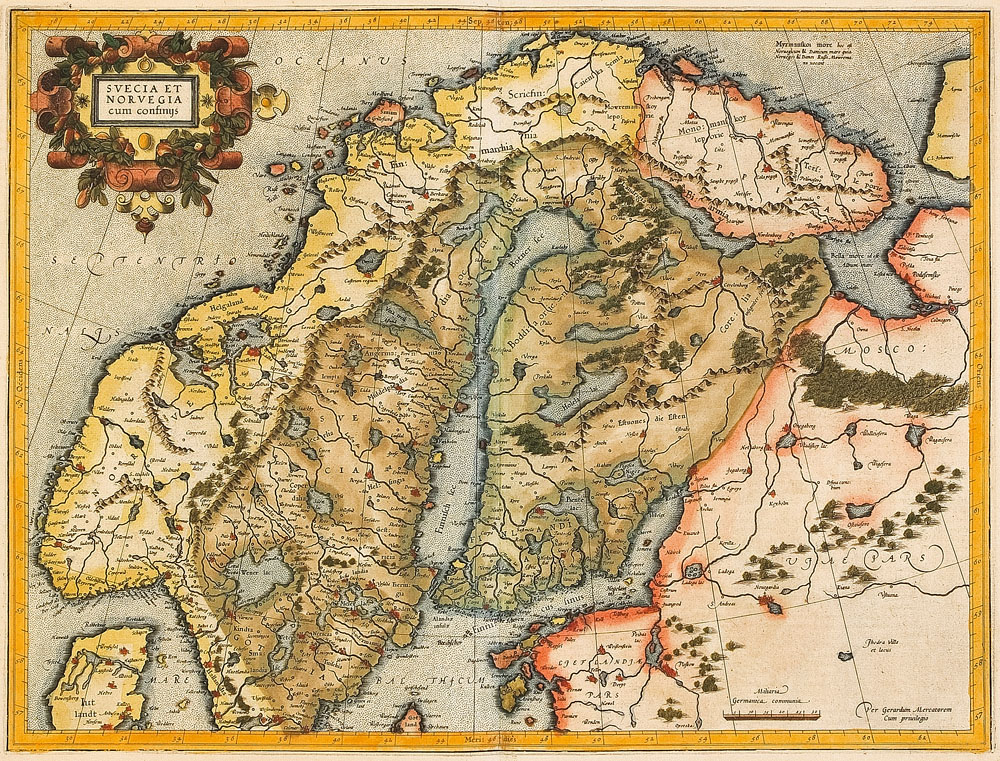
Данія-Норвегія 1595
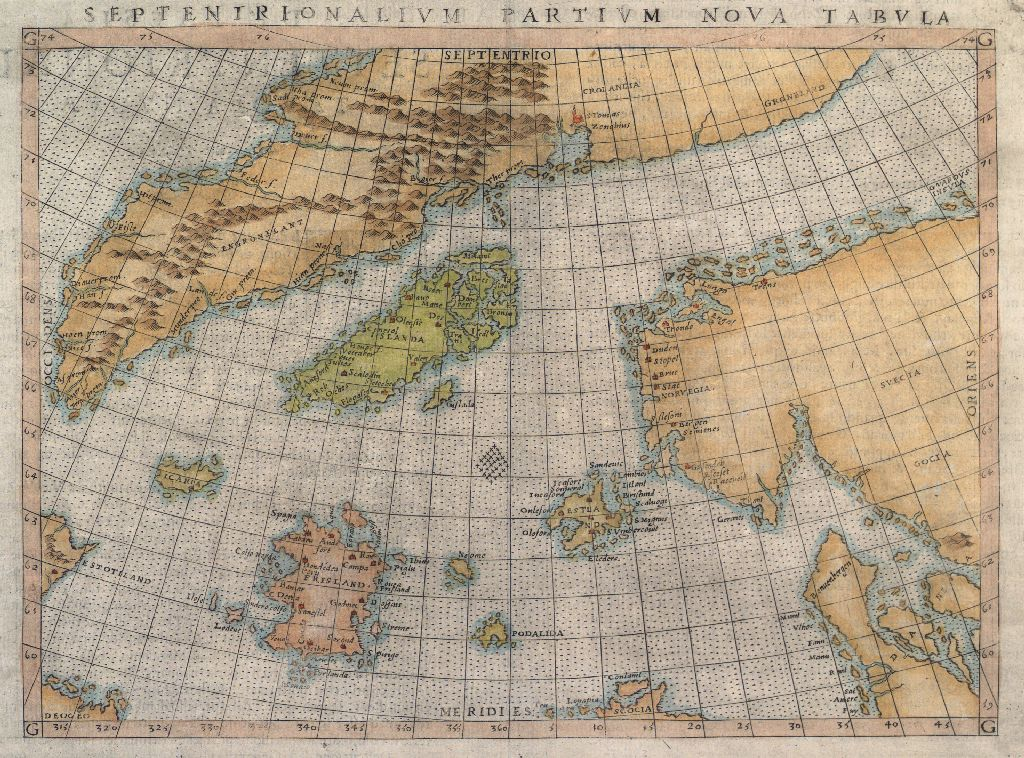
Норвегія 1599
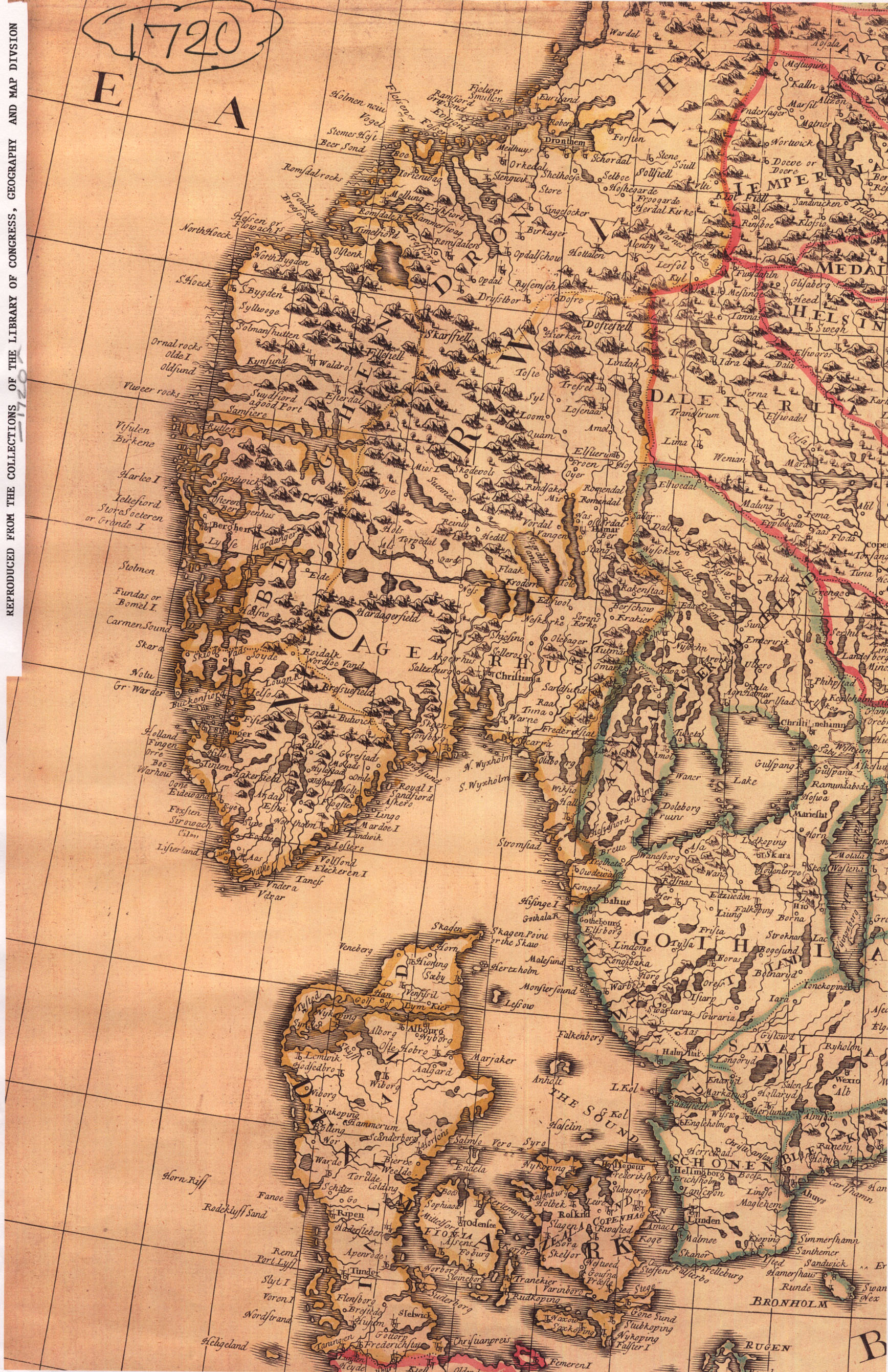
Норвегія 1720
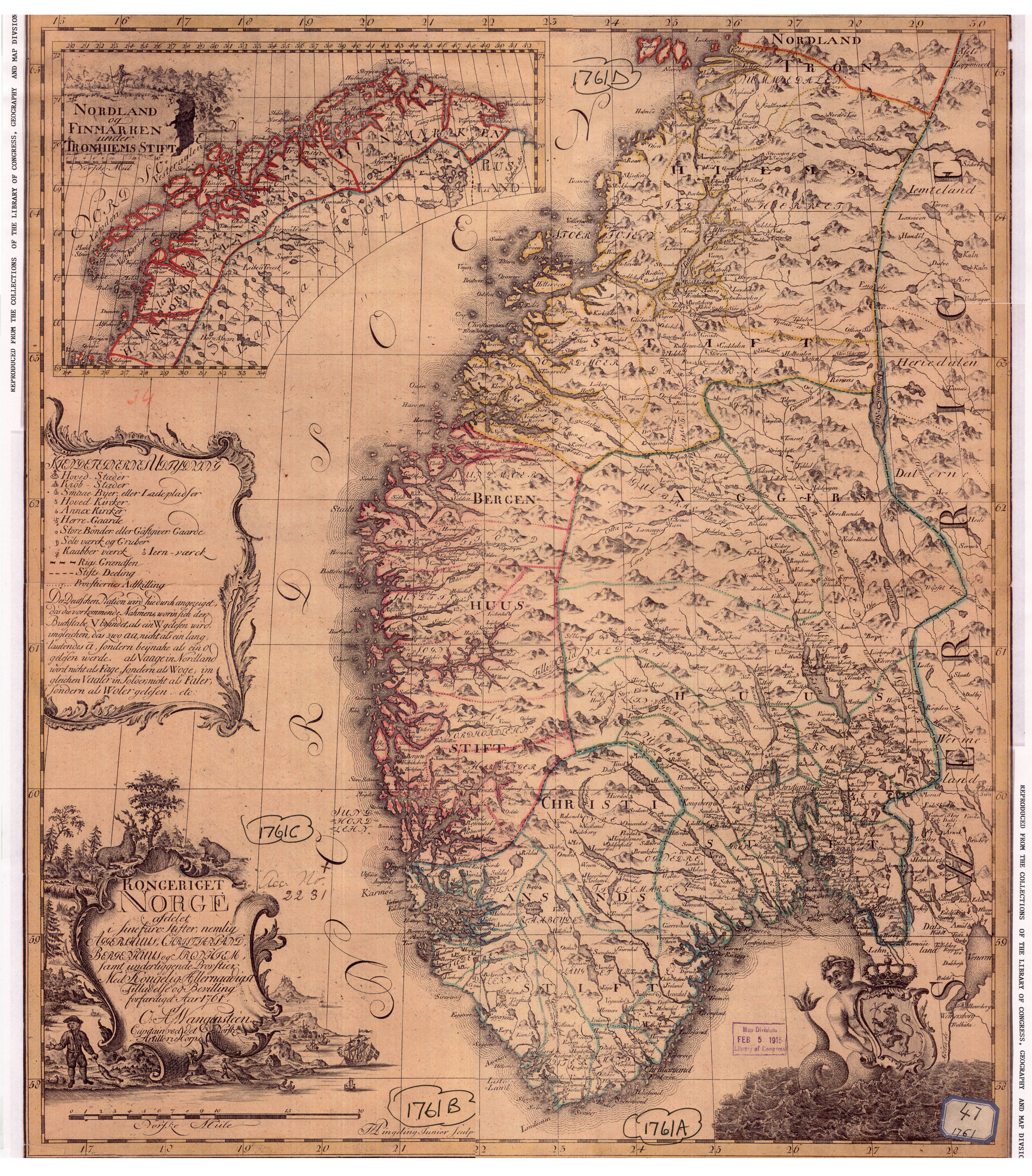
Норвегія 1761